# Szantaż emocjonalny
Szantaż emocjonalny – technika manipulacji, mająca na celu wpłynięcie na uczucia i emocje drugiej osoby w celu wymuszenia na niej określonego zachowania. Sprawcy używają go świadomie, z reguły wobec osób najbliższych lub takich, których reakcję są w stanie przewidzieć. Szantaż emocjonalny ma na celu wymuszenie uległości, wywołuje cierpienie ofiar, ulegających presji.
Szantaż emocjonalny kwalifikuje się jako przejaw przemocy emocjonalnej. Może stanowić jeden z elementów uporczywego nękania (stalkingu). Stosowanie szantażu emocjonalnego obserwuje się często u osób z zaburzeniem osobowości typu borderline.

## Techniki szantażu emocjonalnego
Wyróżnia się cztery typy sprawców szantażu emocjonalnego, stosujących odmienne techniki manipulacji:
- Technika „prokurator” – sprawca szantażu emocjonalnego w jawny sposób używa gróźb wobec ofiary, jest agresywny, wpada w złość, jeśli ofiara nie chce wykonywać jego poleceń i żądań. Zapowiada karę i spełnienie gróźb. Jego zachowanie wywołuje strach.
- Technika „biczownik” – sprawca szantażu emocjonalnego obwinia osobę, którą pragnie zmanipulować, za swoje niepowodzenia życiowe i stara się wywołać u niej poczucie winy. Sugeruje, że zrobi sobie krzywdę, jeśli jego oczekiwania nie zostaną spełnione. Grozi samobójstwem w przypadku odmowy.
- Technika „cierpiętnik” – sprawca szantażu emocjonalnego wywołuje wyrzuty sumienia i poczucie winy u osoby, którą pragnie zmanipulować. Daje do zrozumienia, że będzie cierpieć, jeśli jego oczekiwania nie zostaną spełnione. Jego zachowanie wywołuje dyskomfort i współczucie. Ofiara szantażu ulega, aby nie czuć się winna.
- Technika „kusiciel” – sprawca szantażu emocjonalnego wydaje się być przyjaźnie nastawiony do ofiary, obiecuje jej korzyści w zamian za spełnienie swoich roszczeń. Faktycznie nie zamierza dotrzymać obietnicy, ale stawiać kolejne roszczenia.

## Wpływ szantażu emocjonalnego na ofiary
Ofiary szantażu emocjonalnego są narażone na silny stres, któremu towarzyszy poczucie lęku, zobowiązania i winy. Szantaż emocjonalny ma destrukcyjny wpływ na ofiary i może wiązać się z konsekwencjami takimi jak:
- obniżona pewność siebie;
- zawstydzenie;
- obniżony szacunek do samego siebie;
- złość i wytrącenie z równowagi;
- poczucie zagrożenia;
- strach;
- poczucie winy, wyrzuty sumienia;
- bezradność.